# ロック・ステディ (アレサ・フランクリンの曲)
「ロック・ステディ」（Rock Steady）は、アメリカ合衆国の歌手アレサ・フランクリンが1971年に発表した楽曲。作詞・作曲もフランクリン自身による。シングルとしてリリースされた後、1972年発表のアルバム『ヤング・ギフティッド・アンド・ブラック』に収録された。
フランクリンの母国アメリカではBillboard Hot 100で9位、ビルボードのR&Bシングル・チャートで2位に達し、1971年12月にはRIAAによってゴールドディスクに認定された。また、B面の「オー・ミー・オー・マイ」もチャート入りして、1972年にはBillboard Hot 100で73位、R&Bシングル・チャートで9位を記録した。
音楽評論家のMatthew Greenwaldはオールミュージックにおいて「メンフィスR&Bと、その後まもなくディスコ・ミュージックとして知られるようになる音楽の間のギャップを遺憾なく埋めた」と評している。

## 他メディアでの使用例
フランクリンの歌唱による「ロック・ステディ」は、アメリカ映画『新生人　Mr.アンドロイド』（1987年公開）、アメリカ映画『ハイ・フィデリティ』（2000年公開）、アメリカ映画『Gracie』（2007年公開）のサウンドトラックで使用された。また、2011年発売のコンピュータゲーム『ドライバー:サンフランシスコ』のサウンドトラックで、本作の別ミックスのヴァージョンが使用された。

## カヴァー、サンプリング
- ジャクソン・シスターズ（英語版） - アルバム『ジャクソン・シスターズ』（1976年）に収録。
- パティ・オースティン - アルバム『ザット・シークレット・プレイス』（1994年）に収録。
- ドーン・ロビンソン（英語版） - アメリカ映画『ドクター・ドリトル』（1998年公開）のサウンドトラックで歌唱[10]。
- ダリル・ホール&ジョン・オーツ - アルバム『アワ・カインド・オブ・ソウル』（2004年）に収録。
- プリンス - 書籍『21 Nights』（2008年）の特典として付属したライヴ・アルバム『Indigo Nights』に収録。
- 安室奈美恵 - シングル「60s 70s 80s」（2008年）に、本作をサンプリングした楽曲「ROCK STEADY」を収録。
- リチャード・エリオット - アルバム『Rock Steady』（2009年）に収録。
- メイシオ・パーカー - ライヴ・アルバム『ソウル・クラシックス』（2012年）に収録。